# 7679 Асіаґо
7679 Асіаґо (7679 Asiago) — астероїд головного поясу, відкритий 15 лютого 1996 року.
Тіссеранів параметр щодо Юпітера — 3,378.